# Gare de Bockstael
Pour les articles homonymes, voir Bockstael.
La gare de Bockstael est une gare ferroviaire belge de la ligne 50 de Bruxelles à Gand située à Laeken, quartier de Bruxelles-ville, en Région de Bruxelles-Capitale. 
Elle est mise en service en 1982 pour remplacer la gare de Laeken. 
C'est une halte voyageurs de la Société nationale des chemins de fer belges (SNCB) desservie par des trains Suburbains (S).

## Situation ferroviaire
Établie à 31 mètres d'altitude, la gare de Bockstael est située au point kilométrique (PK) 3,20 de la ligne 50 de Bruxelles à Gand, entre les gares ouvertes de Bruxelles-Nord, dont elle est séparée par la gare fermée de Laeken, et de Jette.

## Histoire
En 1976 est mise en service la ligne 1A du métro de Bruxelles qui passe sous la ligne de chemin de fer de Bruxelles à Gand à Laeken près du boulevard Émile Bockstael. La Société nationale des chemins de fer belges (SNCB) décide de remplacer la gare de Laeken, située plus au Sud, par une gare ouverte reliée à une station de métro souterraine pour permettre des correspondances. La SNCB ferme la gare de Laeken le 5 octobre au soir et met en service la gare de Bockstael et la station de métro de Bockstael le 6 octobre 1982.
À son ouverture, la halte dispose de guichets SNCB et de liaisons visuelles avec la station de métro par des baies vitrées. En 2005, elle figure parmi les gares les mieux notées du Groupe SNCB.
Le 2 mai 2006, le comité consultatif des usagers auprès de la SNCB visite la gare et publie un rapport de synthèse qui souligne la dégradation et le manque d'entretien de la halte. Les guichets sont fermés, les vitres permettant un lien visuel avec la station de métro sont occultées par des panneaux opaques. Les principaux accès conjoints avec ceux du métro n'ont pas d'indications sur la présence d'une gare SNCB, les accès aux quais 1 et 2 se font par des escaliers (des escalators sont présents mais le plus souvent en panne). Plus de 1000 voyageurs la fréquentent chaque jour.

## Service des voyageurs

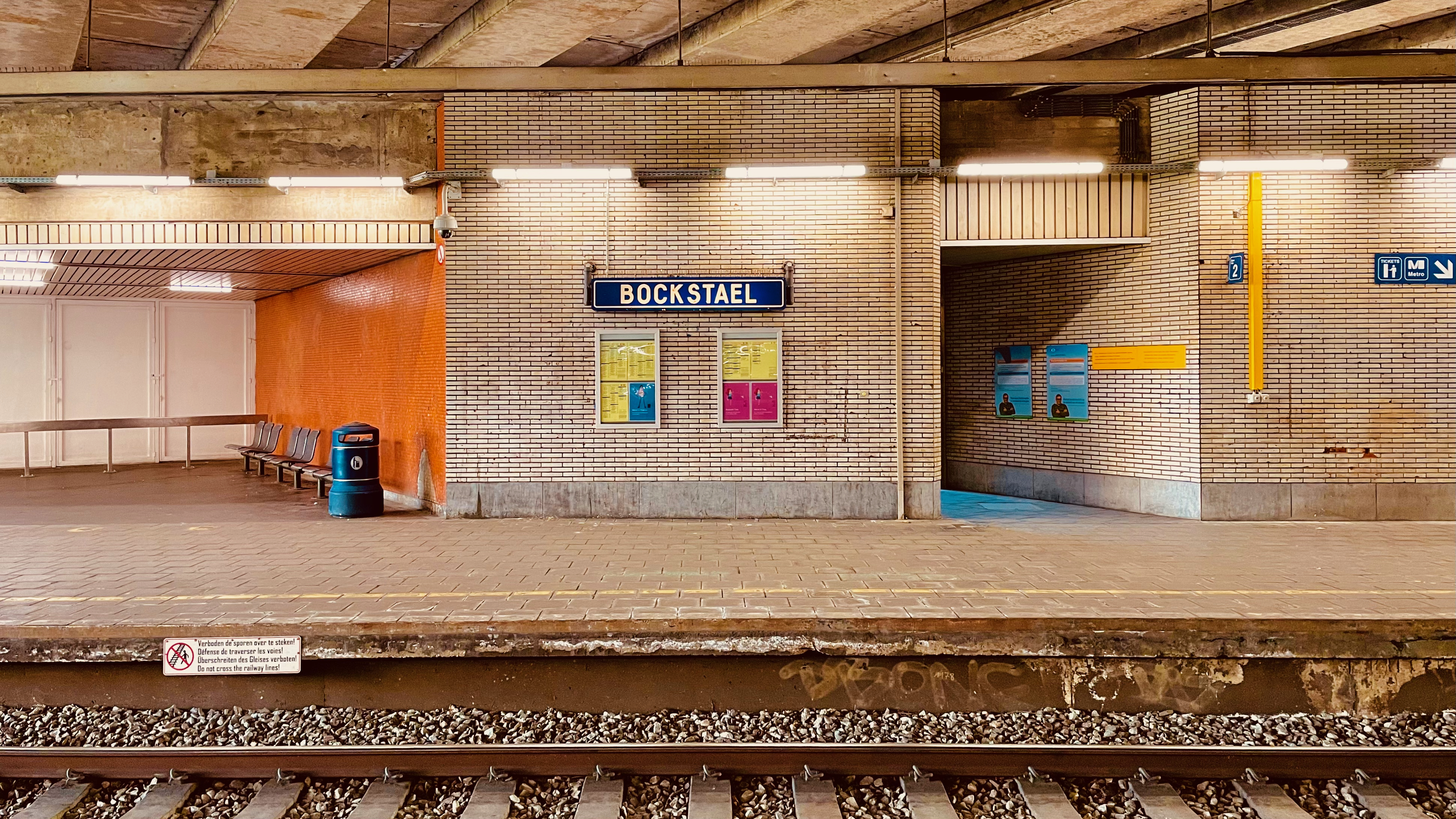
Accès souterrain de la halte.

### Accueil
Halte SNCB, c'est un point d'arrêt non géré (PANG) à accès libre.

### Desserte
Bockstael est desservie par des trains Suburbains (S) (lignes S3, S4 et S10) de la SNCB, circulant sur les lignes commerciales 50 et 60 de la SNCB.

### Intermodalité
Le stationnement des véhicules est difficile à proximité. 
Les voyageurs peuvent accéder à la station de métro de Bockstael qui est desservie par la ligne 6 du métro de Bruxelles, à l'arrêt Bockstael des lignes de tram 62 et 93, et aux arrêts de bus des lignes 53, 86 et 88 de la STIB, ligne N18 du réseau Noctis et les bus des lignes du réseau De Lijn.

## Comptage voyageurs
Ce graphique et tableau montre le nombre de voyageurs embarquant en moyenne durant la semaine, le samedi et le dimanche.
| Nombre de passagers qui embarquent à la gare de Bockstael | Nombre de passagers qui embarquent à la gare de Bockstael | Nombre de passagers qui embarquent à la gare de Bockstael | Nombre de passagers qui embarquent à la gare de Bockstael |
|                                                           | Semaine                                                   | Samedi                                                    | Dimanche                                                  |
| --------------------------------------------------------- | --------------------------------------------------------- | --------------------------------------------------------- | --------------------------------------------------------- |
| 1981                                                      | 1 345                                                     | 139                                                       | 95                                                        |
| 1982                                                      | 589                                                       | 116                                                       | 148                                                       |
| 1983                                                      | 1 537                                                     | 99                                                        | 78                                                        |
| 1984                                                      | 1 478                                                     | 104                                                       | 78                                                        |
| 1985                                                      | 1 307                                                     | 101                                                       | 84                                                        |
| 1986                                                      | 1 380                                                     | 105                                                       | 89                                                        |
| 1987                                                      | 1 240                                                     | 184                                                       | 165                                                       |
| 1988                                                      | 1 233                                                     | 175                                                       | 234                                                       |
| 1989                                                      | 1 218                                                     | 148                                                       | 157                                                       |
| 1990                                                      | 940                                                       | 183                                                       | 153                                                       |
| 1991                                                      | 861                                                       | 147                                                       | 135                                                       |
| 1992                                                      | 775                                                       | 126                                                       | 113                                                       |
| 1993                                                      | 795                                                       | 62                                                        | 147                                                       |
| 1994                                                      | 913                                                       | 102                                                       | 71                                                        |
| 1995                                                      | 876                                                       | 115                                                       | 97                                                        |
| 1996                                                      | 955                                                       | 93                                                        | 68                                                        |
| 1997                                                      | 1 013                                                     | 88                                                        | 102                                                       |
| 1998                                                      | 1 177                                                     | 100                                                       | 63                                                        |
| 1999                                                      | 998                                                       | 96                                                        | 56                                                        |
| 2000                                                      | 1 148                                                     | 128                                                       | 82                                                        |
| 2001                                                      | 961                                                       | 76                                                        | 64                                                        |
| 2002                                                      | 1 019                                                     | 104                                                       | 94                                                        |
| 2003                                                      | 1 080                                                     | 97                                                        | 86                                                        |
| 2004                                                      | 1 130                                                     | 102                                                       | 84                                                        |
| 2005                                                      | 1 184                                                     | 127                                                       | 112                                                       |
| 2006                                                      | 1 193                                                     | 136                                                       | 92                                                        |
| 2007                                                      | 1 261                                                     | 186                                                       | 115                                                       |
| 2008                                                      | -                                                         | -                                                         | -                                                         |
| 2009                                                      | 1 061                                                     | 127                                                       | 95                                                        |
| 2010                                                      | -                                                         | -                                                         | -                                                         |
| 2011                                                      | -                                                         | -                                                         | -                                                         |
| 2012                                                      | 1 112                                                     | 97                                                        | 103                                                       |
| 2013                                                      | 1 171                                                     | 120                                                       | 106                                                       |
| 2014                                                      | 1 173                                                     | 121                                                       | 111                                                       |
| 2015                                                      | 899                                                       | 101                                                       | 87                                                        |
| 2016                                                      | 917                                                       | 135                                                       | 73                                                        |
| 2017                                                      | 903                                                       | 117                                                       | 80                                                        |
| 2018                                                      | 888                                                       | 119                                                       | 139                                                       |
| 2019                                                      | 929                                                       | 129                                                       | 107                                                       |
| 2020                                                      | 404                                                       | 59                                                        | 41                                                        |
| 2021                                                      | -                                                         | -                                                         | -                                                         |
| 2022                                                      | 1 166                                                     | 266                                                       | 216                                                       |
| 2023                                                      | 1 120                                                     | 256                                                       | 231                                                       |
| 2024                                                      | 1 377                                                     | 238                                                       | 185                                                       |